# 日本疼痛学会
一般社団法人日本疼痛学会（にほんとうつうがっかい、英：Japanese Association for the Study of Pain）は基礎・臨床両面より痛みの問題を幅広くとらえ，痛みの研究の促進と，その成果の普及を図ること、及び痛みに関わる多様な人々に対する痛み教育を推進することを目的とするために設立された学術団体である。英文機関紙Pain Researchを発行している。

## 概略
日本疼痛学会は、国際疼痛学会（IASP: International Association for the Study of Pain）の日本支部である。
第43回日本疼痛学会が、2021年12月10日及び11日にオンライン開催された。
第44回日本疼痛学会が、2022年12月2日及び3日に長良川国際会議場で開催された。

## 沿革
- 1979年　痛みの問題研究会が発足[1][2]
- 1984年　日本疼痛学会に名称を変更[1][2]
- 2017年12月13日　一般社団法人日本疼痛学会に移行[1]

| 第47回日本疼痛学会    | （令和7年）  | 大会長：松原 貴子（神戸学院大学総合リハビリテーション学部理学療法学科）                    |
| 第46回日本疼痛学会    | （令和6年）  | 大会長：成田 年（星薬科大学薬理学研究室 国立がん研究センター研究所がん患者病態生理学分野） |
| 第45回日本疼痛学会    | （令和5年）  | 大会長：矢吹 省司（福島県立医科大学疼痛医学講座・教授）                                    |
| 第44回日本疼痛学会    | （令和4年）  | 大会長：飯田 宏樹（岐阜大学大学院医学系研究科麻酔科・疼痛医学分野・教授）                  |
| 第43回日本疼痛学会    | （令和3年）  | 富永 真琴（生理研・細胞生理）                                                              |
| 第42回日本疼痛学会    | （令和2年）  | 井関 雅子（順天堂大学・麻酔）                                                              |
| 第41回日本疼痛学会    | （令和1年）  | 牛田 享宏（愛知医大・学際的痛みセンター）                                                  |
| 第40回日本疼痛学会    | （平成30年） | 植田 弘師（長崎大・薬理）                                                                  |
| 第39回日本疼痛学会    | （平成29年） | 柴田 政彦（大阪大・医・疼痛医学）                                                          |
| 第38回日本疼痛学会    | （平成28年） | 山下 敏彦（札幌医大・整形）                                                                |
| 第37回日本疼痛学会    | （平成27年） | 山本 達郎（熊本大・医・麻酔）                                                              |
| 第36回日本疼痛学会    | （平成26年） | 仙波 恵美子（和歌山県立医大・解剖）                                                        |
| 第35回日本疼痛学会    | （平成25年） | 柿木 隆介（自然科学研究機構・生理研・統合生理）                                            |
| 第34回日本疼痛学会    | （平成24年） | 熊本 栄一（佐賀大・医・生体構造機能）                                                      |
| 第33回日本疼痛学会    | （平成23年） | 眞下 節（大阪大・医・麻酔・集中治療）                                                      |
| 第32回日本疼痛学会    | （平成22年） | 小川 節郎（日大・医・麻酔）                                                                |
| 第31回日本疼痛学会    | （平成21年） | 水村 和枝（名古屋大・環境医研・神経性調節）                                                |
| 第30回日本疼痛学会    | （平成20年） | 井上 和秀（九州大・薬・薬効解析）                                                          |
| 第29回日本疼痛学会    | （平成19年） | 岩田 幸一（日大・歯・生理）                                                                |
| 第28回日本疼痛学会    | （平成18年） | 野口 光一（兵庫医大・解剖）                                                                |
| 第27回日本疼痛学会    | （平成17年） | 河谷 正仁（秋田大・医・機能制御医学）                                                      |
| 第26回日本疼痛学会    | （平成16年） | 十時 忠秀（佐賀大・医・麻酔・蘇生）                                                        |
| 第25回日本疼痛学会    | （平成15年） | 片山 容一（日大・医・脳外）                                                                |
| 第24回日本疼痛学会    | （平成14年） | 杉浦 康夫（名古屋大・医・解剖）                                                            |
| 第23回日本疼痛学会    | （平成13年） | 宮崎 東洋（順天堂大・医・麻酔）                                                            |
| 第22回日本疼痛学会    | （平成12年） | 佐藤 公道（京都大・薬・生体機能解析）                                                      |
| 第21回日本疼痛学会    | （平成11年） | 松本 清（昭和大・医・脳外）                                                                |
| 第20回日本疼痛学会    | （平成10年） | 角野 隆二（日大・歯・生理）                                                                |
| 第19回日本疼痛学会    | （平成9年）  | 金戸 洋（長崎大・薬・薬物）                                                                |
| 第18回日本疼痛学会    | （平成8年）  | 鈴木 太（駿河台日大病院・麻酔）                                                            |
| 第17回日本疼痛学会    | （平成7年）  | 檀 健二郎（福岡大・医・麻酔）                                                              |
| 第16回日本疼痛学会    | （平成6年）  | 佐藤 昭夫（東京都老人総合研究所）                                                          |
| 第15回日本疼痛学会    | （平成5年）  | 森 健次郎（京大・医・麻酔）                                                                |
| 第14回日本疼痛学会    | （平成4年）  | 坪川 孝志（日大・医・脳外）                                                                |
| 第13回日本疼痛学会    | （平成3年）  | 猪木 令三（阪大・歯・薬理）                                                                |
| 第12回日本疼痛学会    | （平成2年）  | 村山 良介（東邦大・医・麻酔）                                                              |
| 第11回日本疼痛学会    | （平成元年） | 兵頭 正義（大阪医大・麻酔）                                                                |
| 第10回日本疼痛学会    | （昭和63年） | 中浜 博（東海大・医・生理）                                                                |
| 第9回日本疼痛学会     | （昭和62年） | 恒川 謙吾（愛媛大・医・外科）                                                              |
| 第8回日本疼痛学会     | （昭和61年） | 熊澤 孝朗（名大・医・環境医研）                                                            |
| 第7回日本疼痛学会     | （昭和60年） | 若杉 文吉（関東逓信病院・ペインクリニック）                                                |
| 第6回日本疼痛学会     | （昭和59年） | 高木 博司（京大・薬・薬理）                                                                |
| 第5回痛みの問題研究会 | （昭和58年） | 喜多村孝一（東京女子医大・脳神経センター）                                                 |
| 第4回痛みの問題研究会 | （昭和57年） | 横田 敏勝（滋賀医大・生理）                                                                |
| 第3回痛みの問題研究会 | （昭和56年） | 山村 秀夫（東大・医・麻酔）                                                                |
| 第2回痛みの問題研究会 | （昭和55年） | 山村 秀夫（東大・医・麻酔）                                                                |
| 第1回痛みの問題研究会 | （昭和54年） | 山村 秀夫（東大・医・麻酔）                                                                |